# 琉神マブヤー外伝 SO!ウチナー
『琉神マブヤー外伝 SO!ウチナー』（りゅうじんマブヤーがいでん そーウチナー）は、琉球放送で2009年10月17日から2010年1月16日まで放送された特撮番組。全13話。

## 概要
2008年に放送された『琉神マブヤー』の外伝として制作された。沖縄県の昔話を交えて物語が展開される。

## あらすじ
沖縄の平和を守る神が住むチルダイ森に熱心に通う2人の男女「ユンタ」と「ゆい」。彼らは森に住む「じんぶんぺーちん」からいろいろなことを習い過ごしている。
そんなある日、マジムンが復活した影響で、沖縄に伝わる昔話の心である「マブイバナ」が消えかかってしまう。
マブイバナを体内に収める能力を持つユンタと、マブイグミの能力を持つゆいが、沖縄の心を守るためマジムンに立ち向かう。

## 登場キャラクター
ユンタ
本作品の主人公、マブイバナを体内に収める能力を持っている青年。マブイグミにより昔話の人物の魂を宿すことができるがマジムンたちに狙われてしまうためマブヤーに助けを求める。
ゆい
本作品のヒロイン、マブイグミの能力を持つ女性。ユンタと共にじんぶんぺーちんの語る昔話を通して沖縄の大切な心を学んでいる。物語の中ではかなりのガチマヤー（食いしん坊）である。
じんぶんぺーちん
チルダイ森の大主を継ぐべく300年の間修行を続けている老人、ユンタとゆいにいろいろな話を聞かせている。琉球空手の達人。チルダイ森の外に出ると修行が100年延びると言われているが、100年に1回は外にでても大丈夫らしい。
ウーマクー達（ウーマクーター）
いまだに中学校が卒業できていない沖縄一のウーマクートリオ。いつでもウーマクー活動を実践しており、その結果マジムンが復活することとなる。人柄はそれほど悪くなく、いつもユンタとゆいに絡んでくる。
琉神マブヤー（りゅうじん マブヤー）
ニライカナイからやってきた魂の戦士、心のきれいな人間が「SO!ウチナー」と呼ぶことで現れる。「スーパーメーゴーサー」や「ティーダヤーチュー」などの必殺技を使う。
龍神ガナシー（りゅうじん ガナシー）
水龍の力を持つニライカナイの戦士であり、マブヤーの代理で登場することもある。「ドラゴンメーゴーサー」や「カンナイヤーチュー」などの必殺技を使う。
マジムンキング
悪の軍団マジムンの王。他のマジムンとともにハゴー山に封印されていたが、護符を剥がされたことで復活、しかし封印の力が完全に解けたわけではなく、一人だけ腰から下は岩に閉じ込められたままでいる。マジムンバナの種を人々の心に蒔くことで沖縄中にマジムンバナを咲かせようと企てている。
ハブクラーゲン
ハブデービルに代わる次期リーダーとして登場、「チューバーフォーム」と「ヨーバーフォーム」の2つの形態を持つ。クーバーを引き連れて悪事を働いている。
オニヒトデービル
悪の軍団マジムンの戦士。ハブクラーゲン登場以降はタッグで闘いを挑む場面が多いが、最初にのされてクーバーにひきずられて退場、というのが定番化しつつある。
マングーチュ
悪の軍団マジムンの紅一点。気まぐれで寂しがりやな一面も持っている。
クーバー
悪の軍団マジムンの戦闘員である。「ハゴー」が口癖。1号と2号がいるが外見からは区別がつかない。
ハブデービル
悪の軍団マジムンの首領として活動していたがマブヤーとの戦いに敗れ、軍団を去っていった。
フリムンぺーちん
マジムンキングの髪の毛から生み出された刺客。美しい容姿で人を惑わし心にマジムンバナを植えつける。

## 用語
マブイバナ
マブイバナとは沖縄に伝わる昔話の心であり、それが失われると沖縄に危機が迫る。ひとたびマジムンに奪われたら、その日のうちに取り返さないと永久に失われてしまう。
スーパー酢
ハブクラーゲンの毒を中和する強力な酢である。
マジムンZ
飲むと極端にパワーアップする飲み物であるが効き目は短い。
マジムンバナ
マブイバナに対抗して作られた悪い花である。

## キャスト
- ユンタ：大城康由（子ども時代：宮城裕一郎）
- ゆい：石原萌（子ども時代：池間夏海）
- じんぶんぺーちん：かでかるさとし
- 琉神マブヤー：翁長大輔
- 龍神ガナシー：末吉功治

- マジムンキング：田原雅之
- ハブクラーゲン：与那嶺圭一
- オニヒトデービル：金城諒・打越陽二朗
- マングーチュ：比嘉彩乃
- クーバー：吉田智人・仲宗根豪・浦中孝治・打越陽二朗・翁長武義
- ハブデービル：じゅぴのり（プロパン7）
- フリムンぺーちん：メロディー

- チルダイ森の子どもたち：オフィスリゾム・GGプロモーション
- ウーマクーA：久田友介
- ウーマクーB：キム
- ウーマクーガール：外間みよ子
- ナイスガイ：MIJA
- 八木マスター：八木政男
- ナミエ/カマドー：比嘉彩乃
- そばじょーぐー：パッション屋良（特別出演）
- 工房の職人：川満彩杏
- 金城：大嶺淳
- ナレーション：大城蘭（RBC琉球放送アナウンサー）

## スタッフ
- 製作著作：琉球放送・マブヤープロジェクト
- 製作協力：CMC
- 企画：畠中敏成
- 企画協力：玉城満・海老名保・屋比久写真事務所
- プロデューサー：富村元一・古谷野裕一
- 原案：山田優樹
- 脚本：岸本司・山田優樹・川端匠志
- 演出：高山創一・岸本司・木村守・川端匠志
- 演出助手：石田玲奈
- 撮影：瀬長信治・中村健勇
- 撮影助手：上江洲佑弥・城間朋・仲宗根靖章
- 録音：吉川英嗣
- 録音助手：吉田さやか
- 編集：又吉安則・森田祥悟
- 3DCG/デジタル合成：匂坂正宏・平良隆一
- 方言指導：八木政男
- 紙芝居イラスト：奥平千春
- 昔話出典：宮沢貞子（『沖縄のむかしばなし』沖縄教版）
- 歴史アドバイザー：上里隆史
- ヘアメイク・スタイリスト：津波古理奈
- ヘアメイク協力：坂上恭子
- 美術：RBCビジョン
- 美術応援：比嘉ブラザーズ・新垣愛・仲村悠
- BGM：石川清貴・上地正昭・赤嶺辰次
- 製作主任：佐々木勇太
- 製作進行：木村守・具志堅行夫・仲本亜衣子・棚原美保・大見謝力
- 製作応援：前里茜・砂川幸太・瑞慶覧朝大・杉本悠・砂川恵太・久野敦海・嶺井裕之・眞栄城守人・名嘉眞涼・金城友恵・小橋川興樹・多和田浩之・勝美智子・仲村早妃・饒平名舞・米須朝之
- 殺陣指導：翁長大輔・打越陽二朗
- 協力：GGプロモーション・キャッツアイ・オフィスリゾム・カラーズ・ヒューマンアカデミー那覇校・フェルマータ株式会社・三育保育園・チームなっちゃん・有限会社サット・RBCビジョン・ボンボーノ・キャスティングオフィスローナ（COL）・株式会社 沖縄映像センター
- ロケ地協力：読谷山花織波平工房・体験王国むら咲むら・沖縄県立玉城少年自然の家・沖縄県立糸満青年の家・南城市教育委員会

## 主題歌
- OP：『琉神マブヤー〜魂の戦士〜』
  - 作詞：山田優樹/作・編曲：上地正昭/歌：アルベルト・シロマ/叫び：かっちゃん
- ED：『琉神マブヤー〜琉神口説〜』
  - 作詞：イクマあきら・平田大一/作曲：イクマあきら

## CD
- 『琉神マブヤー ミニアルバム』（インペリアルレコード）

## 放送データ
|          | タイトル                        | 放送日          | むかしばなし （おやつ）                     |
| 第一話   | 「がんばることってSO!ウチナー」 | 2009年 10月17日 | ハマヤーカンドゥヌ （サーターアンダーギー） |
| 第二話   | 「カミーのプーでSO!ウチナー」   | 10月24日        | カミーのプー （芋）                         |
| 第三話   | 「犬と猫でSO!ウチナー」         | 10月31日        | 犬と猫 （ポーポー）                         |
| 第四話   | 「琉球人魚でSO!ウチナー」       | 11月7日         | 琉球の人魚                                  |
| 第五話   | 「怪力タラッチってSO!ウチナー」 | 11月14日        | 怪力タラッチ （おにぎり）                   |
| 第六話   | 「福の神ってSO!ウチナー」       | 11月21日        | 福の神のマブイバナ （カタハランブー）       |
| 第七話   | 「恩返しでSO!ウチナー」         | 11月28日        | 黄金と孝行息子 （ちんすこう）               |
| 第八話   | 「ニーブイ虫でSO!ウチナー」     | 12月5日         | ニーブイ虫のジラー （のー饅頭）             |
| 第九話   | 「ぺーちんってSO!ウチナー」     | 12月12日        | ぺーちんの昔話 （沖縄そば）                 |
| 第十話   | 「勇気を出すってSO!ウチナー」   | 12月19日        | 鬼のンナツキィ                              |
| 第十一話 | 「マジムンバナでSO!ハゴー」     | 2010年 1月2日   | マジムンバナ                                |
| 第十二話 | 「屋良ムルチでSO!ウチナー」     | 1月9日          | 屋良ムルチの大蛇 （イカ天ぷら）             |
| 第十三話 | 「最終回もSO!ウチナー」         | 1月16日         |                                             |